# Prototaxites
Prototaxites je rodové jméno zaniklých silursko-devonských organismů obvykle velkých rozměrů. Systematické zařazení je kontroverzní. Prototaxites jsou interpretovány jako obří lišejníky nebo houby. Jde o fosilie pocházející z období siluru a devonu, které vymizely zhruba před 350 milióny lety. Vzhledem připomínají mohutné kmeny stromů s letokruhy, tvořené komůrkami o průměru okolo padesáti mikrometrů. Může se však také jednat o obří rhizomorfy.
První nález byl učiněn roku 1843, kanadský vědec John William Dawson na základě exempláře z lokality Gaspé určil organismus jako rod jehličnanů a dal mu název Prototaxites (prvotní tis). Toto zařazení bylo později zpochybněno a prototaxity byly řazeny mezi řasy nebo lišejníky. Až v roce 2007 oznámili paleobotanikové z Chicagské univerzity na základě izotopové analýzy, že šlo o stopkovýtrusou houbu. Dosahovala průměru okolo jednoho metru a výšky přes osm metrů a byla největším suchozemským organismem své doby. Byly popsány tři druhy: P. loganii, P. southworthii, P. taiti.